# Coupe d'Italie de football 1938-1939
Navigation
Coupe d'Italie 1937-1938 Coupe d'Italie 1939-1940
La Coupe d'Italie de football 1938-1939, est la 6e édition de la Coupe d'Italie.

## Déroulement de la compétition

### Participants

#### Serie A (D1)
Les 16 clubs de Serie A sont engagés en Coupe d'Italie.

#### Serie B (D2)
Les 18 clubs de Serie B sont engagés en Coupe d'Italie.

#### Serie C (D3)
Les 108 clubs de Serie C sont engagés en Coupe d'Italie.

### Calendrier
| Phase              | Tour                                         | Dates                                  |
| ------------------ | -------------------------------------------- | -------------------------------------- |
| Phase préliminaire | Tour de qualification                        | 4 - 8 septembre 1938                   |
| Phase préliminaire | 1er tour                                     | 8 - 11 septembre - 20 octobre 1938     |
| Phase préliminaire | Tour de qualification des équipes de Serie B | 11 septembre 1938                      |
| Phase préliminaire | 2e tour                                      | 23 - 27 octobre 1938                   |
| Phase préliminaire | 3e tour                                      | 19 - 20 - 22 - 24 octobre 1938         |
| Phase finale       | 1/16e de finale                              | 25 - 26 décembre 1938 - 5 janvier 1939 |
| Phase finale       | 1/8e de finale                               | 6 avril 1939                           |
| Phase finale       | 1/4 de finale                                | 23 avril 1939                          |
| Phase finale       | 1/2 finales                                  | 7 - 9 mai 1939                         |
| Phase finale       | Finale                                       | 18 mai 1939                            |

## Résultats

### Tour de qualification
| Division        | Club                         | Score      | Club                          | Division     |
| --------------- | ---------------------------- | ---------- | ----------------------------- | ------------ |
| Serie C (D3)    | AC Audace                    | 2 - 2 a.p. | AFC Vicence                   | Serie C (D3) |
| Serie C (D3)    | GSF Giovanni Grion           | 1 - 2      | DA Arsa SC                    | Serie C (D3) |
| Serie C (D3)    | SS Ponziana                  | 1 - 2      | DA Ampelea Conservifici       | Serie C (D3) |
| Serie C (D3)    | AS Pro Gorizia               | 3 - 3 a.p. | CRDA Monfalcone               | Serie C (D3) |
| Serie C (D3)    | AC Trévise                   | 1 - 0      | AC Udinese                    | Serie C (D3) |
| Serie C (D3)    | DA Marzotto Valdagno         | 6 - 1      | AFC Mestre                    | Serie C (D3) |
| Serie C (D3)    | AC Carpi                     | 2 - 3      | Parme AS                      | Serie C (D3) |
| Serie C (D3)    | AC Pavese LB                 | 0 - 1 a.p. | AC Derthona                   | Serie C (D3) |
| Serie C (D3)    | AC Reggiana                  | 1 - 0      | US Caratese                   | Serie C (D3) |
| Serie C (D3)    | AC Lecco                     | 4 - 3 a.p. | AC Cantù                      | Serie C (D3) |
| Serie C (D3)    | AC Monza                     | 6 - 0      | US Cremonese                  | Serie C (D3) |
| Serie C (D3)    | DA Falck                     | 1 - 0      | GS Armando Casalini           | Serie C (D3) |
| Serie C (D3)    | AC Brescia                   | 2 - 0      | AC Crema                      | Serie C (D3) |
| Serie C (D3)    | AC Côme                      | 3 - 1      | GS Savoia Marchetti           | Serie C (D3) |
| Serie C (D3)    | Juventus Domo                | 1 - 2      | Pro Patria et Libertate USB   | Serie C (D3) |
| Serie C (D3)    | GS FIAT                      | 2 - 2 a.p. | AC Legnano                    | Serie C (D3) |
| Serie C (D3)    | Varèse Sportiva              | 1 - 0      | SG Gallaratese                | Serie C (D3) |
| Serie C (D3)    | AC Seregno                   | 3 - 0      | AC Cusiana                    | Serie C (D3) |
| Serie C (D3)    | Pignerol FC                  | 2 - 1      | AC Asti                       | Serie C (D3) |
| Serie C (D3)    | AC Entella                   | 2 - 2 a.p. | AC Andrea Doria               | Serie C (D3) |
| Serie C (D3)    | AC Vado                      | 2 - 0      | GS Centrale del Latte         | Serie C (D3) |
| Serie C (D3)    | AC Tigullia                  | 0 - 2      | Polisportiva Manlio Cavagnaro | Serie C (D3) |
| Serie C (D3)    | AC Coni                      | 1 - 3      | US Imperia                    | Serie C (D3) |
| Serie C (D3)    | DA Agricolo di Albenga       | 1 - 3      | Acqui US                      | Serie C (D3) |
| Serie C (D3)    | DI Italo Gambacciani SC      | 3 - 1      | GRF Vincenzo Benini           | Serie C (D3) |
| Serie C (D3)    | SAFFA Fucecchio              | 0 - 2      | AC Pistoia                    | Serie C (D3) |
| Serie C (D3)    | US Arezzo                    | 0 - 2      | AC Prato                      | Serie C (D3) |
| Serie C (D3)    | US Grosseto                  | 1 - 0      | SS Delle Signe                | Serie C (D3) |
| Serie C (D3)    | US Forlimpopoli              | 4 - 2      | ES Francesco Baracca          | Serie C (D3) |
| Serie C (D3)    | AC Molinella                 | 3 - 2      | AS Forlì                      | Serie C (D3) |
| Serie C (D3)    | US Libertas Rimini           | 0 - 2      | SPL Alma Juventus Fano        | Serie C (D3) |
| Serie C (D3)    | AC Macerata                  | 5 - 1      | SS Ascoli                     | Serie C (D3) |
| Serie C (D3)    | FGC Gubbio                   | 0 - 6      | AS Jesi                       | Serie C (D3) |
| Serie C (D3)    | SP Vis Sauro Pesaro          | 8 - 1      | US Sambenedettese             | Serie C (D3) |
| Serie C (D3)    | AC Pérouse                   | 3 - 0      | US Tiferno                    | Serie C (D3) |
| Serie C (D3)    | PF Mario Umberto Borzacchini | 4 - 1      | Aeronautica Umbra SA          | Serie C (D3) |
| Serie C (D3)    | GS Supertessile Rieti        | 2 - 0      | SS Pescara                    | Serie C (D3) |
| Serie C (D3)    | US Savoia                    | 2 - 1      | US Bagnolese                  | Serie C (D3) |
| Serie C (D3)    | US Cerignola                 | 0 - 2      | AC Stabia                     | Serie C (D3) |
| Serie C (D3)    | US Foggia                    | 0 - 2      | AS Manfredoine                | Serie C (D3) |
| Serie C (D3)    | AS Tarente                   | 3 - 2      | AC Lecce                      | Serie C (D3) |
| Serie C (D3)    | Polisportiva Brindisi Sport  | 1 - 0      | US Pro Italia                 | Serie C (D3) |
| Serie C (D3)    | SS La Dominante              | 2 - 0      | AC Messine                    | Serie C (D3) |
| Serie C (D3)    | AFC Catane                   | 0 - 2      | US Palmese                    | Serie C (D3) |
| Matches rejoués |                              |            |                               |              |
| Serie C (D3)    | AFC Vicence                  | 6 - 0      | AC Audace                     | Serie C (D3) |
| Serie C (D3)    | CRDA Monfalcone              | 1 - 2      | AS Pro Gorizia                | Serie C (D3) |
| Serie C (D3)    | GS FIAT                      | 1 - 3      | AC Legnano                    | Serie C (D3) |
| Serie C (D3)    | AC Andrea Doria              | 1 - 2      | AC Entella                    | Serie C (D3) |

### Premier tour
| Division        | Club                          | Score      | Club                         | Division     |
| --------------- | ----------------------------- | ---------- | ---------------------------- | ------------ |
| Serie C (D3)    | Plaisance Sportiva            | 1 - 2      | Mantoue Sportiva             | Serie C (D3) |
| Serie C (D3)    | DA Ampelea Conservifici       | 1 - 1 a.p. | DA Arsa SC                   | Serie C (D3) |
| Serie C (D3)    | GSF Rovigo                    | 4 - 2      | AS Pro Gorizia               | Serie C (D3) |
| Serie C (D3)    | DA Marzotto Valdagno          | 1 - 2      | AFC Vicence                  | Serie C (D3) |
| Serie C (D3)    | AC Trévise                    | 3 - 1      | US Fiumana                   | Serie C (D3) |
| Serie C (D3)    | AC Monza                      | 5 - 0      | AC Derthona                  | Serie C (D3) |
| Serie C (D3)    | AC Reggiana                   | 2 -1 a.p.  | Parme AS                     | Serie C (D3) |
| Serie C (D3)    | AC Lecco                      | 0 - 1      | DA Falck                     | Serie C (D3) |
| Serie C (D3)    | AC Brescia                    | 1 - 0      | GC Alfa Romeo                | Serie C (D3) |
| Serie C (D3)    | AS Biellese                   | 8 - 2      | AC Legnano                   | Serie C (D3) |
| Serie C (D3)    | Varèse Sportiva               | 2 - 1      | Pro Patria et Libertate USB  | Serie C (D3) |
| Serie C (D3)    | AC Seregno                    | 1 - 0      | AC Côme                      | Serie C (D3) |
| Serie C (D3)    | AC Savone                     | 4 - 3      | Acqui US                     | Serie C (D3) |
| Serie C (D3)    | Polisportiva Valpolcevera     | 4 - 2      | AC Vado                      | Serie C (D3) |
| Serie C (D3)    | Polisportiva Manlio Cavagnaro | 5 - 1      | AC Entella                   | Serie C (D3) |
| Serie C (D3)    | US Imperia                    | 2 - 1      | Pignerol FC                  | Serie C (D3) |
| Serie C (D3)    | AC Pistoia                    | 0 - 0 a.p. | AC Molinella                 | Serie C (D3) |
| Serie C (D3)    | AC Prato                      | 2 - 0      | DI Italo Gambacciani SC      | Serie C (D3) |
| Serie C (D3)    | US Pontedera                  | 1 - 0      | US Grosseto                  | Serie C (D3) |
| Serie C (D3)    | AC Ravenne                    | 7 - 0      | US Forlimpopoli              | Serie C (D3) |
| Serie C (D3)    | SPL Alma Juventus Fano        | 1 - 0      | AC Macerata                  | Serie C (D3) |
| Serie C (D3)    | AS Jesi                       | 1 - 2 a.p. | SP Vis Sauro Pesaro          | Serie C (D3) |
| Serie C (D3)    | PF Mario Umberto Borzacchini  | 1 - 1 a.p. | AC Pérouse                   | Serie C (D3) |
| Serie C (D3)    | SS Civitavecchiese            | 1 - 0      | GS Supertessile Rieti        | Serie C (D3) |
| Serie C (D3)    | AS L'Aquila                   | 2 - 2 a.p. | MATER                        | Serie C (D3) |
| Serie C (D3)    | Simaz Popoli                  | 3 - 1      | AS Manfredoine               | Serie C (D3) |
| Serie C (D3)    | AC Stabia                     | 3 - 0      | US Savoia                    | Serie C (D3) |
| Serie C (D3)    | US Cagliari                   | 2 - 0      | Pro Calcio San Giorgio Fois  | Serie C (D3) |
| Serie C (D3)    | AS Syracuse                   | 0 - 2 a.p. | SS La Dominante              | Serie C (D3) |
| Serie C (D3)    | AS Tarente                    | 2 - 0      | Polisportiva Brindisi Sport  | Serie C (D3) |
| Serie C (D3)    | AS Cosenza                    | 1 - 2      | AS Potenza                   | Serie C (D3) |
| Serie C (D3)    | AS Juventus Siderno           | 2 - 0      | US Palmese                   | Serie C (D3) |
| Matches rejoués |                               |            |                              |              |
| Serie C (D3)    | DA Arsa SC                    | 2 - 1 a.p. | DA Ampelea Conservifici      | Serie C (D3) |
| Serie C (D3)    | AC Molinella                  | 2 - 0      | AC Pistoia                   | Serie C (D3) |
| Serie C (D3)    | AC Pérouse                    | 0 - 2      | PF Mario Umberto Borzacchini | Serie C (D3) |
| Serie C (D3)    | MATER                         | 7 - 0      | AS L'Aquila                  | Serie C (D3) |

### Deuxième tour
| Division        | Club                         | Score      | Club                          | Division     |
| --------------- | ---------------------------- | ---------- | ----------------------------- | ------------ |
| Serie C (D3)    | AC Trévise                   | 5 - 1      | DA Arsa SC                    | Serie C (D3) |
| Serie C (D3)    | AFC Vicence                  | 6 - 3      | GSF Rovigo                    | Serie C (D3) |
| Serie C (D3)    | Mantoue Sportiva             | 1 - 1 a.p. | AC Monza                      | Serie C (D3) |
| Serie C (D3)    | Varèse Sportiva              | 0 - 2      | AS Biellese                   | Serie C (D3) |
| Serie C (D3)    | AC Reggiana                  | 1 - 1 a.p. | AC Brescia                    | Serie C (D3) |
| Serie C (D3)    | AC Seregno                   | 3 - 1      | DA Falck                      | Serie C (D3) |
| Serie C (D3)    | Polisportiva Valpolcevera    | 1 - 0      | Polisportiva Manlio Cavagnaro | Serie C (D3) |
| Serie C (D3)    | AC Savone                    | 0 - 1      | US Imperia                    | Serie C (D3) |
| Serie C (D3)    | AC Ravenne                   | 1 - 2      | AC Molinella                  | Serie C (D3) |
| Serie C (D3)    | AC Prato                     | 6 - 0      | US Pontedera                  | Serie C (D3) |
| Serie C (D3)    | SP Vis Sauro Pesaro          | 1 - 0      | SPL Alma Juventus Fano        | Serie C (D3) |
| Serie C (D3)    | SS Civitavecchiese           | 3 - 2      | US Cagliari                   | Serie C (D3) |
| Serie C (D3)    | PF Mario Umberto Borzacchini | 0 - 0 a.p. | Simaz Popoli                  | Serie C (D3) |
| Serie C (D3)    | AC Stabia                    | 1 - 1 a.p. | MATER                         | Serie C (D3) |
| Serie C (D3)    | AS Tarente                   | 1 - 0      | AS Potenza                    | Serie C (D3) |
| Serie C (D3)    | AS Juventus Siderno          | 1 - 0      | SS La Dominante               | Serie C (D3) |
| Matches rejoués |                              |            |                               |              |
| Serie C (D3)    | AC Monza                     | 4 - 2      | Mantoue Sportiva              | Serie C (D3) |
| Serie C (D3)    | AC Brescia                   | 1 - 0      | AC Reggiana                   | Serie C (D3) |
| Serie C (D3)    | Simaz Popoli                 | 3 - 0      | PF Mario Umberto Borzacchini  | Serie C (D3) |
| Serie C (D3)    | MATER                        | 4 - 5 a.p. | AC Stabia                     | Serie C (D3) |

### Tour de qualification des équipes de Serie B
| Division     | Club          | Score | Club        | Division     |
| ------------ | ------------- | ----- | ----------- | ------------ |
| Serie B (D2) | AS Fanfulla   | 1 - 2 | AC Vigevano | Serie B (D2) |
| Serie B (D2) | AC Fiorentina | 4 - 0 | AC Vérone   | Serie B (D2) |

### Troisième tour
| Division        | Club                  | Score      | Club                      | Division     |
| --------------- | --------------------- | ---------- | ------------------------- | ------------ |
| Serie B (D2)    | AC Padoue             | 3 - 1      | AC Vigevano               | Serie B (D2) |
| Serie C (D3)    | AC Prato              | 2 - 2 a.p. | AC Fiorentina             | Serie B (D2) |
| Serie C (D3)    | AFC Vicence           | 2 - 1      | AC Trévise                | Serie C (D3) |
| Serie B (D2)    | Atalanta BC           | 3 - 1      | AC Seregno                | Serie C (D3) |
| Serie C (D3)    | AS Biellese           | 2 - 1      | AS Casale                 | Serie B (D2) |
| Serie C (D3)    | AC Brescia            | 0 - 1      | AFC Venise                | Serie B (D2) |
| Serie C (D3)    | AC Monza              | 3 - 2      | Polisportiva Valpolcevera | Serie C (D3) |
| Serie B (D2)    | US Pro Verceil        | 4 - 3      | Alexandrie US             | Serie B (D2) |
| Serie C (D3)    | US Imperia            | 2 - 1      | US Sanremese              | Serie B (D2) |
| Serie B (D2)    | AC Spezia             | 1 - 0      | AC Molinella              | Serie C (D3) |
| Serie B (D2)    | US Anconitana-Bianchi | 6 - 1      | SPAL                      | Serie B (D2) |
| Serie C (D3)    | SP Vis Sauro Pesaro   | 1 - 0      | AC Pise                   | Serie B (D2) |
| Serie B (D2)    | AC Sienne             | 2 - 3 a.p. | SS Civitavecchiese        | Serie C (D3) |
| Serie C (D3)    | AC Stabia             | 0 - 1      | Simaz Popoli              | Serie C (D3) |
| Serie C (D3)    | AS Tarente            | 2 - 3 a.p. | USF Salernitana           | Serie B (D2) |
| Serie C (D3)    | AS Juventus Siderno   | 0 - 0 a.p. | AC Palerme                | Serie B (D2) |
| Matches rejoués |                       |            |                           |              |
| Serie B (D2)    | AC Fiorentina         | 1 - 0      | AC Prato                  | Serie C (D3) |
| Serie B (D2)    | AC Palerme            | 3 - 0      | AS Juventus Siderno       | Serie C (D3) |

### Seizièmes de finale
| Division        | Club                | Score      | Club                  | Division     |
| --------------- | ------------------- | ---------- | --------------------- | ------------ |
| Serie A (D1)    | US Triestina        | 1 - 0 a.p. | Bologne AGC           | Serie A (D1) |
| Serie C (D3)    | SP Vis Sauro Pesaro | 0 - 4      | AS Rome               | Serie A (D1) |
| Serie C (D3)    | AC Monza            | 2 - 0      | SS Civitavecchiese    | Serie C (D3) |
| Serie C (D3)    | AS Biellese         | 2 - 1      | US Lucchese Libertas  | Serie A (D1) |
| Serie B (D2)    | AC Padoue           | 1 - 3      | Juventus              | Serie A (D1) |
| Serie A (D1)    | AC Gênes 1893       | 5 - 2 a.p. | AC Fiorentina         | Serie B (D2) |
| Serie B (D2)    | US Pro Verceil      | 1 - 1 a.p. | AC Novare             | Serie A (D1) |
| Serie C (D3)    | Simaz Popoli        | 3 - 2 a.p. | AC Ligurie            | Serie A (D1) |
| Serie B (D2)    | AC Spezia           | 0 - 1      | AFC Venise            | Serie B (D2) |
| Serie A (D1)    | AC Torino           | 2 - 1      | US Imperia            | Serie C (D3) |
| Serie A (D1)    | AC Milan            | 4 - 0      | US Anconitana-Bianchi | Serie B (D2) |
| Serie A (D1)    | US Livourne         | 2 - 1      | USF Salernitana       | Serie B (D2) |
| Serie A (D1)    | AC Naples           | 1 - 1 a.p. | AS Ambrosiana-Inter   | Serie A (D1) |
| Serie A (D1)    | Modène Calcio       | 3 - 2 a.p. | US Bari               | Serie A (D1) |
| Serie B (D2)    | AC Palerme          | 2 - 1      | AFC Vicence           | Serie C (D3) |
| Serie A (D1)    | SS Lazio            | 1 - 0      | Atalanta BC           | Serie B (D2) |
| Matches rejoués |                     |            |                       |              |
| Serie A (D1)    | AS Ambrosiana-Inter | 1 - 0      | AC Naples             | Serie A (D1) |
| Serie A (D1)    | AC Novare           | 2 - 0      | US Pro Verceil        | Serie B (D2) |

### Huitièmes de finale
| Division     | Club          | Score      | Club                | Division     |
| ------------ | ------------- | ---------- | ------------------- | ------------ |
| Serie A (D1) | US Livourne   | 0 - 1 a.p. | AS Ambrosiana-Inter | Serie A (D1) |
| Serie A (D1) | AS Rome       | 2 - 1      | US Triestina        | Serie A (D1) |
| Serie C (D3) | AC Monza      | 2 - 1      | AS Biellese         | Serie C (D3) |
| Serie A (D1) | Juventus      | 0 - 1      | AC Gênes 1893       | Serie A (D1) |
|              | Simaz Popoli  | 0 - 1      | AC Novare           | Serie A (D1) |
| Serie A (D1) | Modène Calcio | 3 - 0      | AC Palerme          | Serie B (D2) |
| Serie B (D2) | AFC Venise    | 3 - 2      | AC Torino           | Serie A (D1) |
| Serie A (D1) | AC Milan      | 2 - 1      | SS Lazio            | Serie A (D1) |

### Quarts de finale
| Division     | Club                | Score | Club          | Division     |
| ------------ | ------------------- | ----- | ------------- | ------------ |
| Serie A (D1) | AS Ambrosiana-Inter | 1 - 0 | AS Rome       | Serie A (D1) |
| Serie C (D3) | AC Monza            | 1 - 2 | AC Gênes 1893 | Serie A (D1) |
| Serie A (D1) | AC Novare           | 3 - 0 | Modène Calcio | Serie A (D1) |
| Serie B (D2) | AFC Venise          | 1 - 2 | AC Milan      | Serie A (D1) |

### Demi-finale
| Division     | Club          | Score      | Club                | Division     |
| ------------ | ------------- | ---------- | ------------------- | ------------ |
| Serie A (D1) | AC Gênes 1893 | 1 - 3 a.p. | AS Ambrosiana-Inter | Serie A (D1) |
| Serie A (D1) | AC Novare     | 3 - 2      | AC Milan            | Serie A (D1) |

### Finale
| Division     | Club                | Score | Club      | Division     |
| ------------ | ------------------- | ----- | --------- | ------------ |
| Serie A (D1) | AS Ambrosiana-Inter | 2 - 1 | AC Novare | Serie A (D1) |